# Skrypturalizm
Skrypturalizm (albo islam koraniczny) – ruch religijny za jedyne źródło islamu uznający Koran. 
Skrypturalizm opiera się w całości lub w znacznej mierze na autorytecie wyłącznie samego Koranu. Tym samym odrzuca całkowicie lub w części Sunnę (Tradycję) – nie traktując jej jako źródła objawienia. Nurt ten wywodzi się z opozycji wyrosłej w sunnizmie, ma swoich zwolenników w Arabii Saudyjskiej i innych krajach muzułmańskich, takich jak Iran, Pakistan czy Egipt. Ruch ten coraz częściej jest też reprezentowany w takich krajach jak Anglia, Stany Zjednoczone, Holandia oraz Polska. Islam koraniczny ewoluował na przestrzeni lat. Muzułmanie koraniczni są skupieni w szeregu mniej lub bardziej rozbudowanych struktur. Swoje działania prowadzą najczęściej ponad podziałami państwowymi. Propagują swoje idee w Internecie, jak również w realnym świecie, wydając publikacje, prowadząc kursy koraniczne oraz organizując stacje radiowe itp. Do największych ugrupowań islamu koranicznego należą: Submitters, Tolu-e-Islam i Free-Minds/Progressive Muslims.